# استره‌یا مورنته
اِستِره‌یا مورنته (اسپانیایی: Estrella Morente‎؛ زادهٔ ۱۴ اوت ۱۹۸۰) خواننده و بازیگر اهل اسپانیا است که خوانندگی را از سن ۷ سالگی با پدرش آغاز کرد. وی از سال ۲۰۰۱ میلادی تاکنون مشغول فعالیت بوده است.
از فیلم‌ها یا برنامه‌های تلویزیونی که وی در آن نقش داشته است می‌توان به چیکو و ریتا اشاره کرد.